# Церковь Ксении Петербургской на Петроградской стороне
Це́рковь Свято́й Блаже́нной Ксе́нии Петербу́ргской — православный храм на Лахтинской улице в Санкт-Петербурге. Предполагается, что храм построен на месте, где стоял дом, в котором жила блаженная Ксения Петербургская со своим мужем.

## Предыстория
В 2002 году Комитет по градостроительству и архитектуре Санкт-Петербурга удовлетворил просьбу общины «Приход церкви Святой Блаженной Ксении Петербургской» о выделении участка под строительство храма с музеем на месте сквера на углу Большого проспекта П. С. и Лахтинской улицы. Однако, вскоре на этом месте построили торговый центр, а под строительство храма выделили значительно меньший участок вблизи дома № 19 по Лахтинской улице.

…церковь строится по благословению митрополита Санкт-Петербургского и Ладожского Владимира, который лично ходатайствовал перед губернатором Петербурга о выделении участка…
Церковь строится на пожертвования. Пока всё, что нам присылали простые люди, уходило на предпроектные работы и согласования. Стоимость строительства составляет около 60 млн рублей, и без инвестора нам просто не обойтись. Если нам удастся найти благотворителей, то мы уложимся в сроки и построим церковь за два года— информация от настоятеля прихода церкви

…церковь будет построена в классическом русском православном стиле с пятью главами. На цокольном этаже здания будут расположены необходимые для церковной жизни помещения, а на первом этаже будет открыта часовня и небольшой музей. Второй этаж будет полностью занят храмом с купольным завершением и обилием света и воздуха.— Архитектор проекта Геннадий Фомичёв

### Протесты горожан
Ранее на месте предполагаемого строительства, между домами № 15 и № 19 по Лахтинской улице находился одноэтажный ангар и детская площадка. При строительстве площадь была урезана более чем в два раза (с 0,23 до 0,11 га). Во многом по этой причине, жители окрестных домов и сочувствующие им горожане в течение нескольких лет активно протестовали против этого проекта строительства церкви.
26 августа 2015 года церковные активисты уничтожили барельеф с изображением Мефистофеля, находившийся напротив стройки, на фасаде дома № 24 по Лахтинской улице.

## Особенности проекта храма
Согласно первоначальному проекту:

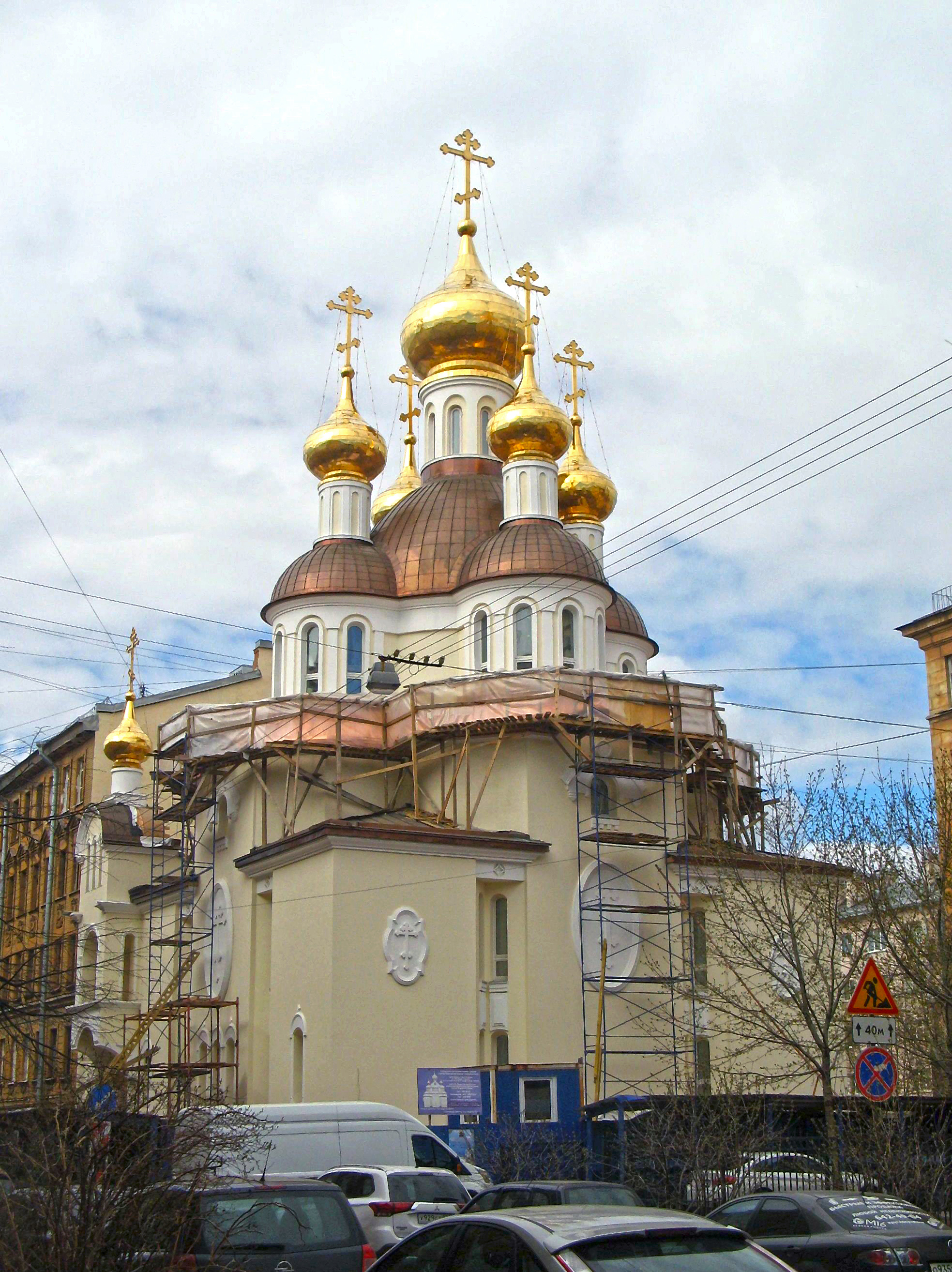
Церковь Ксении Петербургской в мае 2017 года

- Со всех сторон церкви будет видно 3 креста;
- Над входом в храм предусмотрена маленькая главка в честь Ксении Блаженной;
- Иконы будут написаны специально для новой церкви;
- Инициатива строительства церкви Святой Блаженной Ксении Петербургской принадлежала обществу инвалидов Петроградского района;
  - Новая церковь будет оборудована для инвалидов. Здесь предусмотрено строительство специального лифта и пандусов[10].
- В цокольном этаже будут размещены помещения для церковной школы, для репетиций церковного хора, трапезная. Часовня на первом этаже будет открыта с 8 утра до 8 вечера, при необходимости время работы будет продлено.

## Строительство
Строительство церкви на Лахтинской улице, несмотря на протесты горожан, началось в декабре 2010 года. После сноса одноэтажного строения (дома № 17) на месте предполагаемого храма и начала установки строительных свай, по соседнему дому пошли трещины, в результате чего стройку временно заморозили, а проект решили скорректировать.
Строительство было возобновлено и в марте 2015 года церковь была доведена до куполов. На начало сентября 2015 года на центральном куполе был установлен крест.
В марте 2017 года закончилась внешняя отделка храма и были сняты леса. Ведётся работа по внутренней отделке, написанию икон. Руководитель коллектива проектировщиков храма Геннадий Фомичёв отметил, что «когда здание было построено и завершена его внешняя отделка, авторы убедились, что ещё в самом начале пути, в первых эскизах они правильно выбрали пропорции постройки».
6 июня 2019 года храм был освящён митрополитом Санкт-Петербургским и Ладожским Варсонофием.

## Духовенство
- Настоятель храма — протоиерей Павел Кудряшов[15];
- Протоиерей Константин Гультяев — настоятель храма с 27.03.2003 по 11.04.2019, почётный настоятель храма с 11.04.2019[16];
- Иерей Кирилл Погиблов, священник храма с 24.06.2019[17];
- Иерей Димитрий Черничко, священник храма с 18.05.2022[18];
- Иерей Вадим Петров, священник храма с 16.07.2021[19].